# Баррера (Техас)
Баррера (англ. Barrera) — переписна місцевість (CDP) в США, в окрузі Старр штату Техас. Населення — 122 особи (2020).

## Географія
Баррера розташована за координатами 26°23′33″ пн. ш. 98°53′55″ зх. д. / 26.39250° пн. ш. 98.89861° зх. д. (26.392542, -98.898505).  За даними Бюро перепису населення США в 2010 році переписна місцевість мала площу 0,06 км², уся площа — суходіл.

## Демографія
Згідно з переписом 2010 року, у переписній місцевості мешкало 108 осіб у 34 домогосподарствах у складі 28 родин. Густота населення становила 1669 осіб/км².  Було 42 помешкання (649/км²).
Расовий склад населення:
| - 100,0 % — білих |

До двох чи більше рас належало 0,0 %. Частка іспаномовних становила 99,1 % від усіх жителів.
За віковим діапазоном населення розподілялося таким чином: 22,2 % — особи молодші 18 років, 64,8 % — особи у віці 18—64 років, 13,0 % — особи у віці 65 років та старші. Медіана віку мешканця становила 33,0 року. На 100 осіб жіночої статі у переписній місцевості припадало 83,1 чоловіків;  на 100 жінок у віці від 18 років та старших — 86,7 чоловіків також старших 18 років.
Цивільне працевлаштоване населення становило 0 осіб. 